# Giuseppe Fossati
Giuseppe Fossati (Milano, 9 settembre 1894 – Milano, 30 gennaio 1983) è stato un calciatore italiano, di ruolo difensore.

## Carriera
Fratello di Virgilio Fossati, esordì nel 1914 in Nazionale Lombardia-Inter, finita 8-0 in favore dei nerazzurri.
Dopo la sospensione bellica, riprese a giocare con la maglia interista. È titolare nella stagione della vittoria dello scudetto 1919-1920.
Con i nerazzurri collezionò complessivamente 43 presenze, siglando 3 reti.

## Palmarès
Campionato italiano: 1 
Inter: 1919-1920